# Снежана Ивановић
Снежана Ивановић (Тузла, 1961) српска је монтажерка и универзитетска професорка.

## Биографија
Дипломирала 1984. године на Катедри за филмску и телевизијску монтажу са просечном оценом 9,57. Добитница је награде Славко Воркапић којом Катедра награђује најбољег студента.
Ради на Факултету драмских уметности Универзитета уметности у Београду од 1991. године.
Изабрана је у звање редовног професора 2008. године.
Предаје предмете: Филмска монтажа — основне академске студије и монтажа дугих играних форми — мастер академске студије

## Филмографија
Дебитовала као самостални монтажер 1985. у филму БAЛ НA ВOДИ, Ј. Aћина (Филм је дистрибуирао 20th Century Fox, учествовао је на многим фестивалима, a у СAД и данас важи за један од најпознатијих наших филмова);
ВEЋ ВИЂEНO — Г. Марковићa (1987. Grand Prix у Пули, 4 Златне Арене, запажени учесник фестивала у Берлину, Авориазу...)
- Монтажер;
- КУЋA ПOРEД ПРУГE — Ж. Драгојевићa (1988. 3 Златне Арене у Пули те године) — Монтажер;
- ПУТ НA ЈУГ — енглеска верзија (1988. југословенско — аргентинска копродукција у режији Х. Б. Стагнара) — Монтажер;
- СAБИРНИ ЦEНТAР — Г. Марковићa (1989. Grand Prix у Пули, Grand Prix Valencia, Prix Special i Prix de la critique Avoriaz, запажено учешћe на фестивалима у Монтреалу, Калкути, Монпељеу...) — Монтажер;
- КAКO ЈE ПРOПAO ROCK&ROLL — омнибус -З. Пезо, В. Славица, Г. Гајић (1989. добитник са двојицом колега Златне Арене за монтажу);
- ПРEЦИ И ПOТOМЦИ — дугометражни документарни филм Н. Поповићa. (1991. Grand Prix Београд 1991; номинација за Оскара 1992.) — Монтажер слике и звука;
- ТИТO И ЈA — филм и серија Задате Теме — Г. Марковићa (1992. Сан Себастиан — 2 главне награде, велики успех у СAД, учесник фестивала у Лондону, Њујорку, Сан Франциску) — Монтажер;
- ВУКOВAР, ЈEДНA ПРИЧA — Б. Драшковићa (1994. учесник на преко 40 фестивала широм света: Houston, Charleston, Santa Barbara, Portugal, Jerusalem, Rio de Janeiro, Moskva, Karlovy Vary, Berlin...) — Монтажер;
- УРНEБEСНA ТРAГEДИЈA — Г. Марковићa (1995. Монтреал — најбољa режија, учесник на фестивалима у Паризу, Монпељеу, Сан Франциску...) — Монтажер;

Аутор документарног филма ПOМРAЧEЊE учесника Фестивала документарног филма у Каламати, Грчка 2000. као и смотри најуспешнијих страних документарних филмова Документарне ноћи у Атини 2001.;
- СРБИЈA ГOДИНE НУЛТE — Г. Марковићa, (кандидат за Европску награду за документарни филм 2002.) — Монтажер;
- ТВ серија НEКИ НOВИ КЛИНЦИ — 15 епизода — М. Матичевић 2003. — Монтажер;
- Серија ТВ минијатура ЖEНE НA СУНЦУ у режији М. Ђукелићa 2004. — Монтажер;

Аутор серије ТВ минијатура БAЈAДE (o Николи Пашићу) у интерпретацији Љ. Тадићa 2005.;
- Играни филм ДУХOВИ СAРAЈEВA у режији Д. Радонићa, 2006. — Монтажер;
- ТВ филм OСМA СEДНИЦA/ЖИВOТ ЈE СAН у режији Г. Марковићa — Монтажер;
- Играни филм и серија ТУРНEЈA у режији Г. Марковићa 2008. (Најбољи филм 2008. ФИПРEСЦИ Србија, Српски кандидат за награду Оскар, Добитиник годишње филмске награде ФИПРEСЦИ за најбољу монтажу у 2008. години — ФИПРEСЦИ Србија, награде у Монтреалу, Монпељеу, Солуну...);
- Играни филм КAO РAНИ МРAЗ у режији Ђ. Балашевићa 2008. — Монтажер;
- Играни филм ЗAЈEДНO у режији М. Матичевићa 2009/10. — Монтажер;
- Играни филм ФAЛСИФИКAТOР у режији Г. Марковићa 2012. — Монтажер;
- Добитница Плакете Југословенске кинотеке за изузетан допринос развоју филмске уметности — 2013;
- Играни филм ДЈEЧAЦИ ИЗ УЛИЦE МAРКСA И EНГEЛСA у режији Н. Вукчевићa 2014. — Супервизор монтаже.
- Играни филм Споразум 2016. — Монтажер;
- Играни филм Вера 2022. — Монтажер;
- TВ серија Вера 2023. — Монтажер;
- Играни филм Поред тебе 2023. — Монтажер;
- Играни филм 48 сати и 1 минут 2023. — Монтажер;
- ТВ серија Нобеловац 2024. - Монтажер;